# Kinh doanh bất động sản
Kinh doanh bất động sản là công việc mua đi, bán lại hoặc cho thuê bất động sản (bao gồm đất đai, tòa nhà hoặc nhà ở nói chung).

## Bán hàng và tiếp thị
Có một thông lệ phổ biến đối với bên trung gian môi giới là sẽ cung cấp cho các chủ sở hữu/sử dụng bất động sản hoạt động bán hàng tự nguyện và hỗ trợ về mặt tiếp thị để đổi lấy tiền hoa hồng.